# Agelenopsis emertoni
Agelenopsis emertoni là một loài nhện trong họ Agelenidae.
Loài này thuộc chi Agelenopsis. Agelenopsis emertoni được Ralph Vary Chamberlin & Wilton Ivie miêu tả năm 1935.